# Brunkronad rall
Brunkronad rall (Lewinia striata) är en vida spridd asiatisk fågel i familjen rallar inom ordningen tran- och rallfåglar.

## Utseende
Fågeln är en typisk rall med en kroppslängd på 27 centimeter. Den är rätt lik vattenrallen (Rallus aquaticus) med en lång och ganska rak näbb som är röd vid basen. Ansikte, strupe och bröst är likaså skiffergrå samt flankerna och undergumpen vitbandade. Hjässa och nacke dock karakteristiskt kastanjebrun och på ryggen syns vita tvärband och fläckar. 

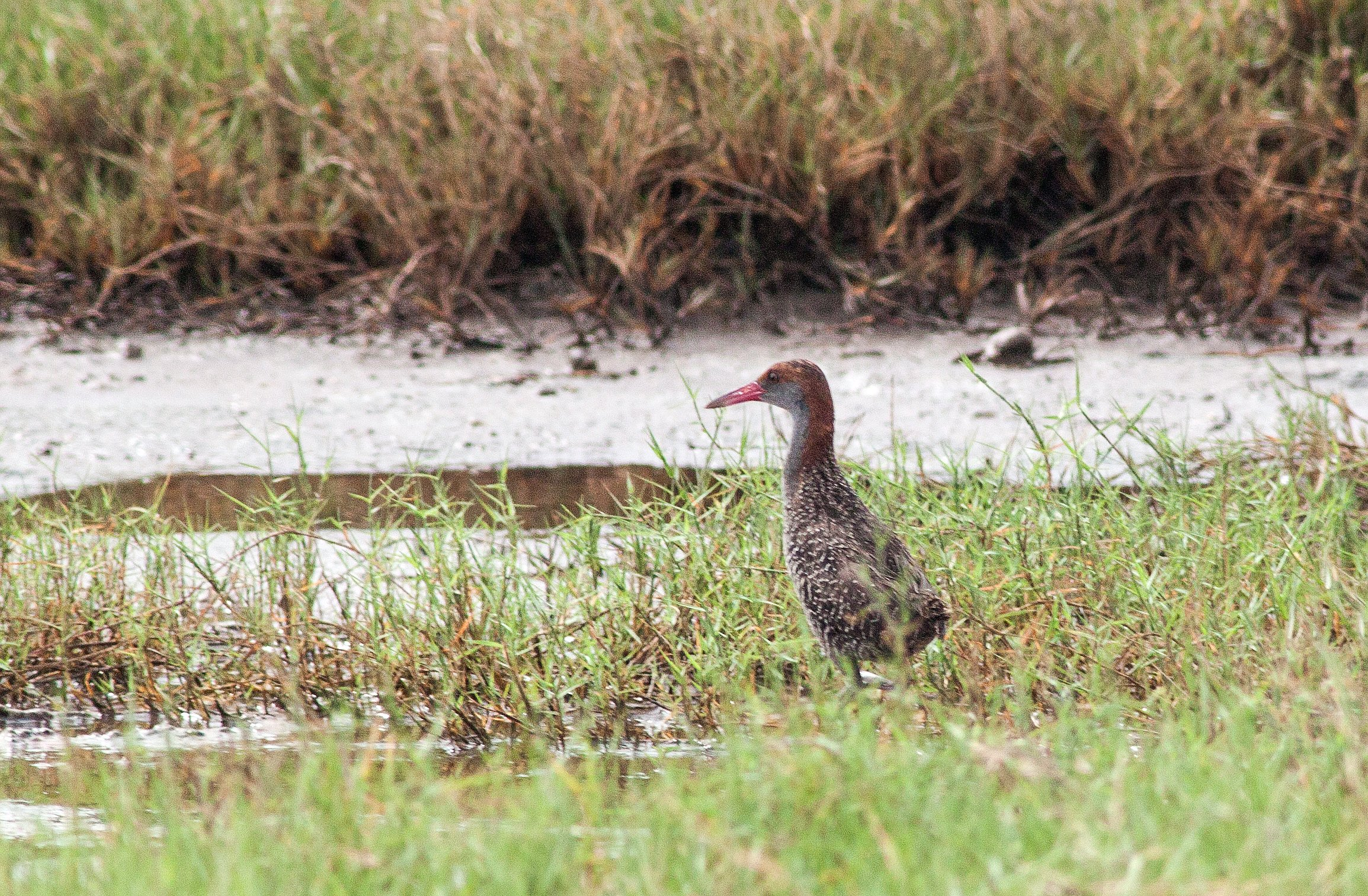
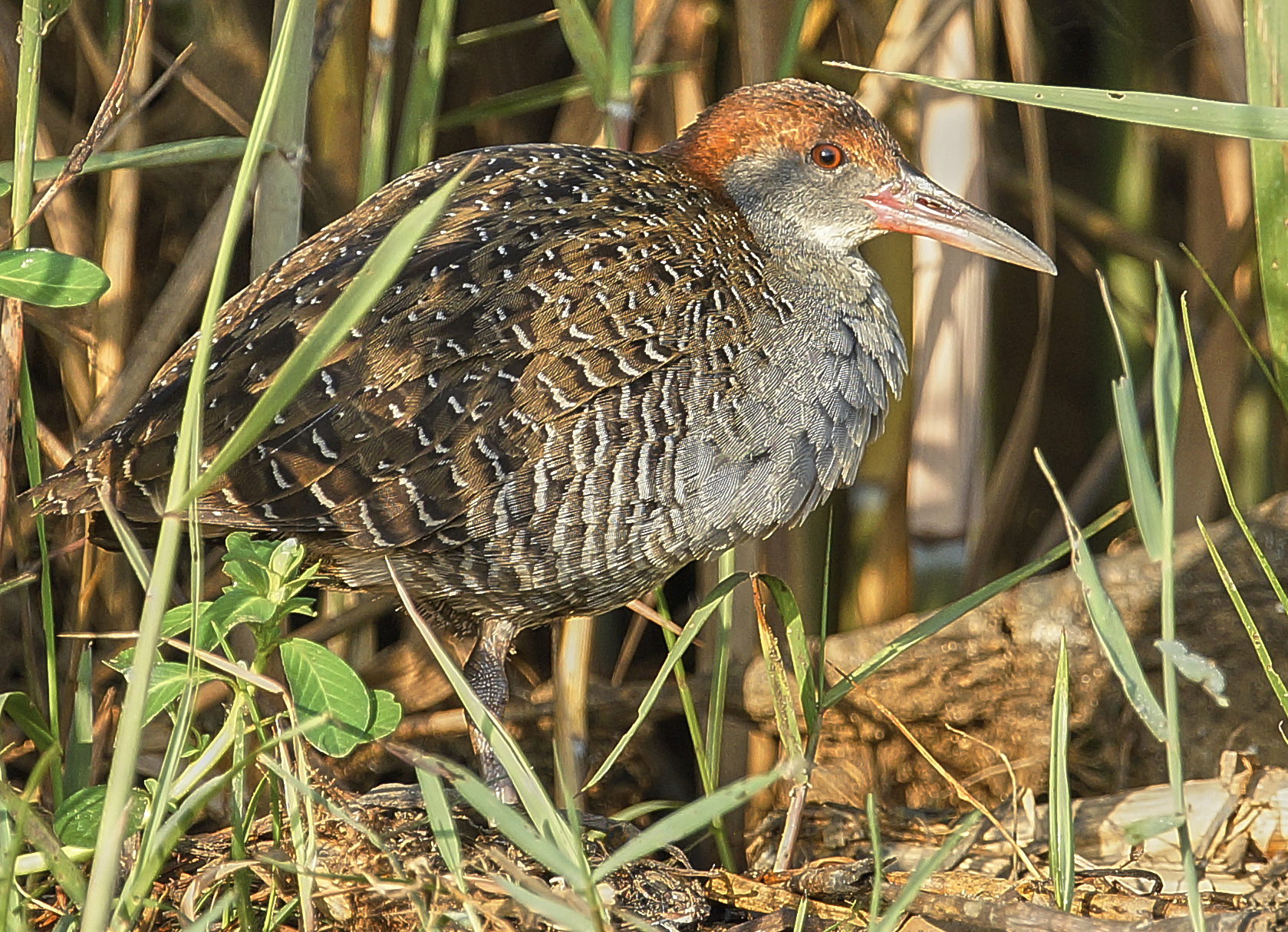
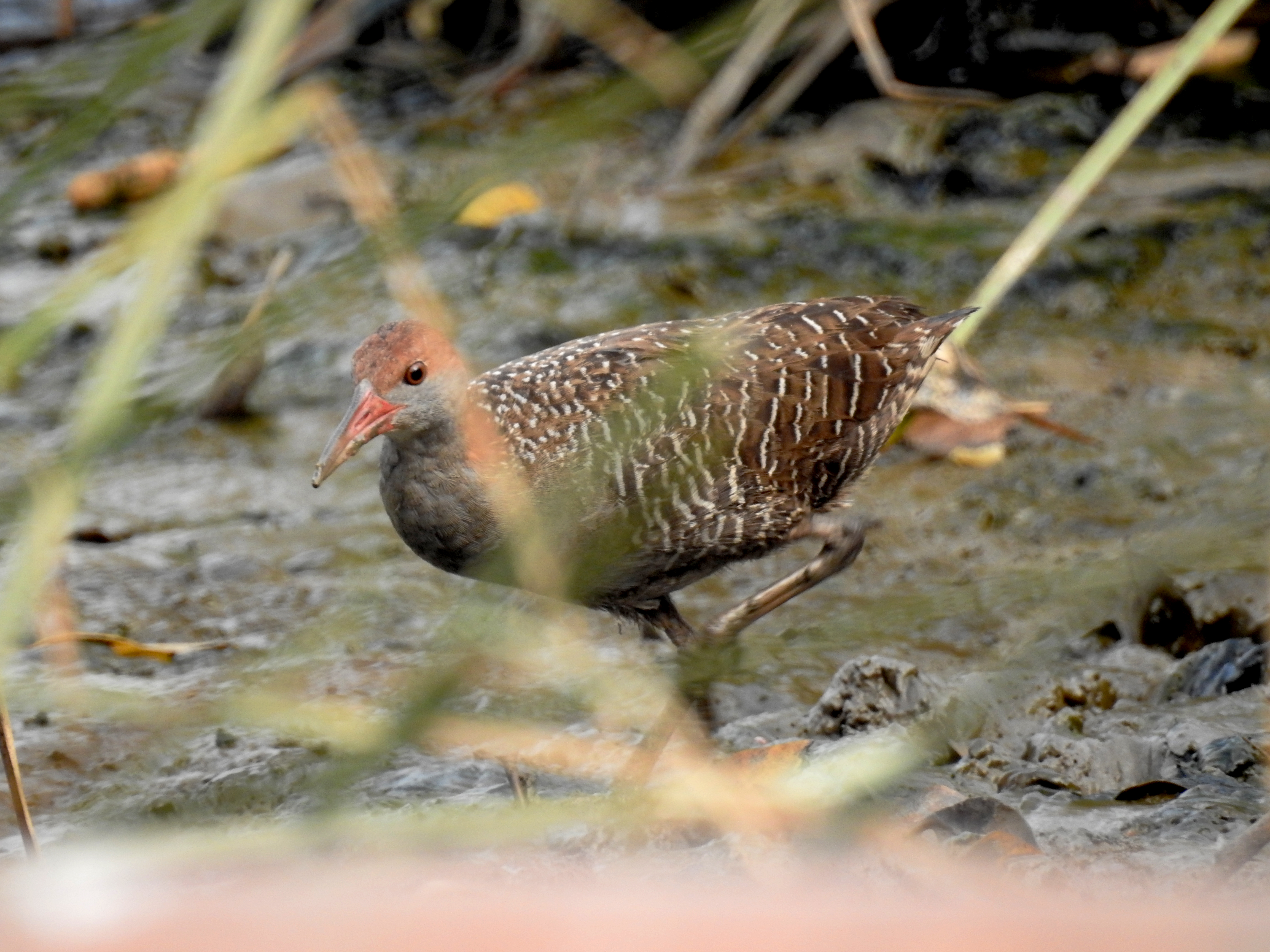

## Utbredning och systematik
Brunkronad rall förekommer i södra och sydöstra Asien och delas in i sju underarter med följande utbredning:
- L. s. albiventer – Indien och Sri Lanka till södra Kina (Yunnan) och Thailand
- L. s. obscurior (inklusive nicobariensis) – Andamanerna och Nikobarerna
- L. s. jouyi – kustnära södra Kina och på ön Hainan
- L. s. taiwana – Taiwan
- L. s. gularis – Vietnam, Laos och Malackahalvön till Indokina, Sumatra, Java och södra Borneo
- L. s. striata – Filippinerna, Suluöarna, norra Borneo och Sulawesi
- L. s. paraterma – Samar (Filippinerna)

Underarten paraterma inkluderas ofta i nominatformen.

### Släktestillhörighet
Brunkronad rall placeras traditionellt i släktet Gallirallus, men nyligen utförda DNA-studier visar att den är närmare släkt med arterna i Lewinia och flyttas i allt större utsträckning dit.

## Levnadssätt
Fågeln trivs i våtmarker, mangroveträsk och risfält. Den har även påträffats i gräsmarker med Imperator, i trädgårdar, fuktiga områden nära byar, dräneringsdikten, på Sumatra också i buskmarker utmed vägar och i Andamanöarna i ren skog. Födan är allt från maskar och kräftdjur till insekter, frön och skott från vattenlevande växter.
Båda könen bygger boet, men mest hanen, en 25 centimeter bred plattform av växter och rötter placerad utmed en våtmark eller i skog på Andamanöarna. Honan lägger fem till nio ägg som ruvas av båda könen i 19-22 dagar.

## Status
Arten har ett stort utbredningsområde och internationella naturvårdsunionen IUCN kategoriserar arten som livskraftig. Beståndsutvecklingen är dock oklar.